# Anmar Almubaraki
Anmar Almubaraki (Bassora, 1º luglio 1991) è un ex calciatore iracheno, di ruolo attaccante.